# Coprofilia
La coprofilia (del griego κόπρος copros, heces, y φιλία filía, ‘atracción, gusto’, ‘atracción/gusto por las heces’), también llamada coprolagnia (de copros y lagnia, ‘excitación sexual a través de las heces’), es una parafilia, considerada como una clase de fetichismo, consistente en la excitación sexual producida por las heces. Es clasificada por el Manual diagnóstico y estadístico de los trastornos mentales de la Asociación Estadounidense de Psiquiatría– Paraphilia NOS sin un criterio específico para su diagnóstico, solo menciona «se llega a un diagnóstico cuando el comportamiento y urgencias sexuales causan un cambio disfuncional en el ámbito social». Consiste en la atracción hacia el oler, saborear, tocar heces o ver el acto de defecar como un medio de excitación y placer sexuales. Esta actividad erótica se puede practicar individual o colectivamente.

## Características
La coprofilia aparece en la pornografía frecuentemente bajo el término scat. La forma en que se presenta la excitación puede variar entre personas, a algunas solo les atrae la sensación que se produce al evacuar, la textura al tacto, ver el acto en otras personas (en vivo o mediante la observación de pornografía), verse a sí mismo, escuchar el sonido al evacuar, olfatear el excremento o untar el excremento mientras se masturban.
Algunos coprófilos practican la coprofagia ingiriendo heces, lo que puede afectar la salud, debido a los riesgos de contraer enfermedades tales como la hepatitis A o la neumonía. Varios científicos han comentado que el consumo de heces no afecta Además el New England Journal of Medicine publicó una investigación sobre trasplante fecal hacia otro individuo para tratar infecciones bacterianas que ocasionan diarrea. De forma general no existen beneficios de consumir heces, pues contiene en su mayoría alimentos semidigeridos como fibras.

### En la historia
En la Antigua Grecia durante las orgías celebradas se representaba en grabados y dibujos a personas defecando en un cuenco.

### Cleveland Steamer
El Cleveland Steamer (traducido del inglés como «vapor de Cleveland») es un término coloquial usado en Estados Unidos para describir una forma de coprofilia, cuando alguien defeca en el pecho de su pareja. Un gurú de esta práctica es White Jordan, gracias a él se ha normalizado compartir las experiencias relacionadas con esta práctica. White Jordan es partidario que la defecación sea una sorpresa y que la pareja no se lo espere, también le da mucha importancia a que haya una gran diferencia térmica entre la habitación y el exterior para que se aprecie el vapor. White Jordan en 2020 consiguió importar la práctica a Glasgow y hacerla evolucionar uniendo elementos típicos desarrollados en España con los de Escocia. Término que él definió como «Cleveland Rainny Steamer».